# Élections sénatoriales françaises
Les élections sénatoriales françaises sont les élections des sénateurs français. Ils sont élus au suffrage indirect, par un collège de grands électeurs. Depuis 2003, le Sénat est renouvelé par moitié tous les trois ans ; la durée du mandat de chaque sénateur est donc de six ans. 
Les dernières élections ont eu lieu le 24 septembre 2023 pour la série 1 et le 27 septembre 2020 pour la série 2. Les prochaines élections sénatoriales sont prévues en septembre 2029 pour la série 1 et en septembre 2026 pour la série 2.

## Histoire

### IIIeRépublique
La loi du 24 février 1875 relative à l'organisation du Sénat, qui a créé le Sénat de la IIIe République, disposait que celui-ci serait composé de 300 membres : 225 élus par les départements et les colonies et 75 élus par l'Assemblée nationale. Ces derniers membres étaient inamovibles. C'est ainsi que certains d'entre eux ont été encore sénateurs bien après que la loi du 10 décembre 1884 eut supprimé les sénateurs désignés par l'Assemblée nationale. Le dernier inamovible est décédé en 1918. Il y a eu, au total, 116 sénateurs inamovibles.

### IVeRépublique
Dans la Constitution du 27 octobre 1946, le rôle du Sénat est tenu par le Conseil de la République.
Le droit de vote ayant été accordé aux femmes par le Comité français de libération nationale, par ordonnance du 21 avril 1944, c'est à partir de la IVe République que des conseillères de la République intègrent la chambre haute.

### VeRépublique
Le mode de scrutin initialement en vigueur dépend du nombre de sénateurs du département :
- Dans les départements élisant un à quatre sénateurs, le scrutin majoritaire à deux tours;

- Dans les départements élisant cinq sénateurs ou plus, le scrutin proportionnel suivant la règle de la plus forte moyenne.

Maurice Duverger constate en 1959 que malgré des ajustements, le collège des grands électeurs favorise très largement les zones rurales ou les villages, ce qui était déjà le cas sous la IIIe et la IVe. Ainsi, du fait du nombre important de communes françaises, la majorité absolue des délégués sénatoriaux est issue des communes de moins de 1 500 habitants, qui représentent seulement le tiers de la population française et des décomptes de communes ; les villes de plus de 10 000 habitants n'ont que 20 % des délégués alors qu'elles incluent 40 % de la population. D'où les surnoms de « Chambre d'agriculture » élue par « la France du seigle et de la châtaigne » selon l'expression de Georges Vedel. Le constat est toujours valable après plusieurs décennies, montrant une disproportion par rapport à la population.
En 2000, le Parlement vote une loi visant un passage au scrutin de liste proportionnel dans les départements à 3 sénateurs et plus, et une augmentation du nombre de délégués pour les grandes communes, mais cette dernière mesure est censurée par le Conseil constitutionnel, car le Sénat doit représenter les collectivités territoriales.
En 2003, la durée du mandat passe de neuf ans à six ans. Les sénateurs ne sont plus renouvelés par tiers mais par moitié, ainsi les élections sont toujours à un intervalle de trois ans, l’âge minimum passe de 35 à 30 ans, le scrutin proportionnel ne concernera que les départements à 4 sénateurs et plus.
En 2005, le mandat de tous les sénateurs est prolongé d’une année, pour que les élections sénatoriales se fassent juste après les élections municipales.
En 2011, l’âge minimum passe de 30 à 24 ans.
En 2012, la commission sur la rénovation et la déontologie de la vie publique présidée par Lionel Jospin émet plusieurs propositions sur le Parlement : assurer une représentation plus juste des collectivités territoriales au Sénat par une pondération des voix des grands électeurs et retirer les députés du collège électoral, étendre le recours au scrutin proportionnel pour l’élection des sénateurs et abaisser à 18 ans l’âge minimal d’éligibilité au Sénat. Seule l’extension du scrutin proportionnel aux départements de 3 sénateurs et plus est retenue, ainsi que l’augmentation du nombre de délégués pour les grandes villes dans une loi promulguée en 2013. Le mode d’élections des sénateurs des français de l’étranger est également réformé.
| Tranche                        | nb de communes | population | Nb de délégués par commune | nb de délégués | nb d’habitants par délégué | nb de délégués supplémentaires par commune (avant loi de 2013) | nb d’habitants par délégué au total (avant loi de 2013) | nb de délégués supplémentaires par commune (après loi de 2013) | nb d’habitants par délégué au total (après loi de 2013) |
| ------------------------------ | -------------- | ---------- | -------------------------- | -------------- | -------------------------- | -------------------------------------------------------------- | ------------------------------------------------------- | -------------------------------------------------------------- | ------------------------------------------------------- |
| de 1 à 499 habitants           | 20 009         | 4 545 018  | 1                          | 20 009         | 227                        | 0                                                              | 227                                                     | 0                                                              | 227                                                     |
| de 500 à 1 499 habitants       | 10 003         | 8 578 800  | 3                          | 30 009         | 286                        | 0                                                              | 286                                                     | 0                                                              | 286                                                     |
| de 1 500 à 2 499 habitants     | 2 604          | 5 008 589  | 5                          | 13 020         | 385                        | 0                                                              | 385                                                     | 0                                                              | 385                                                     |
| de 2 500 à 3 499 habitants     | 1 171          | 3 459 030  | 7                          | 8 197          | 422                        | 0                                                              | 422                                                     | 0                                                              | 422                                                     |
| de 3 500 à 4 999 habitants     | 919            | 3 814 639  | 15                         | 13 785         | 277                        | 0                                                              | 277                                                     | 0                                                              | 277                                                     |
| de 5 000 à 8 999 habitants     | 990            | 6 539 169  | 15                         | 14 850         | 440                        | 0                                                              | 440                                                     | 0                                                              | 440                                                     |
| de 9 000 à 9 999 habitants     | 121            | 1 152 482  | 29                         | 3 509          | 328                        | 0                                                              | 328                                                     | 0                                                              | 328                                                     |
| de 10 000 à 19 999 habitants   | 511            | 7 092 875  | 33                         | 16 863         | 421                        | 0                                                              | 421                                                     | 0                                                              | 421                                                     |
| de 20 000 à 29 999 habitants   | 187            | 4 591 362  | 35                         | 6 545          | 702                        | 0                                                              | 702                                                     | 0                                                              | 702                                                     |
| de 30 000 à 39 999 habitants   | 83             | 2 855 224  | 39                         | 3 237          | 882                        | 323                                                            | 802                                                     | 420                                                            | 781                                                     |
| de 40 000 à 49 999 habitants   | 54             | 2 376 423  | 43                         | 2 322          | 1 023                      | 733                                                            | 778                                                     | 919                                                            | 733                                                     |
| de 50 000 à 59 999 habitants   | 41             | 2 223 473  | 45                         | 1 845          | 1 205                      | 973                                                            | 789                                                     | 1 223                                                          | 725                                                     |
| de 60 000 à 79 999 habitants   | 27             | 1 852 676  | 49                         | 1 323          | 1 400                      | 1 031                                                          | 787                                                     | 1 290                                                          | 709                                                     |
| de 80 000 à 99 999 habitants   | 16             | 1 409 989  | 53                         | 848            | 1 663                      | 923                                                            | 796                                                     | 1 154                                                          | 704                                                     |
| de 100 000 à 149 999 habitants | 24             | 2 986 955  | 55                         | 1 320          | 2 263                      | 2 255                                                          | 836                                                     | 2 822                                                          | 721                                                     |
| de 150 000 à 199 999 habitants | 6              | 998 130    | 59                         | 354            | 2 820                      | 815                                                            | 854                                                     | 1 020                                                          | 726                                                     |
| de 200 000 à 249 999 habitants | 3              | 673 895    | 61                         | 183            | 3 682                      | 853                                                            | 880                                                     | 728                                                            | 740                                                     |
| de 250 000 à 299 999 habitants | 3              | 814 103    | 65                         | 195            | 4 175                      | 722                                                            | 888                                                     | 904                                                            | 741                                                     |
| et de 300 000 et au-dessus     | 5              | 4 343 009  | 69                         | 475            | 9 187                      | 4 211                                                          | 931                                                     | 5 264                                                          | 760                                                     |
| Totaux                         | 36 777         | 65 336 841 |                            | 138 889        | 470                        | 12 569                                                         | 431                                                     | 15 744                                                         | 423                                                     |

## Mode de scrutin actuel

Répartition départementale hexagonale depuis 2008
Série 1
Série 2

Le Sénat français est composé de 348 sièges pourvus au suffrage universel indirect pour une durée de six ans mais renouvelés par moitié tous les trois ans. Les élections de 2026 visent ainsi à élire les 178 sénateurs correspondant à la série 2.
Les sénateurs sont élus dans des circonscriptions correspondants aux département. Le système électoral utilisé dépend du nombre de sièges qui y sont à pourvoir.
Dans les circonscriptions désignant un ou deux sénateurs, ceux-ci sont élus au scrutin majoritaire obligatoire à deux tours. Est élu le candidat qui réunit la majorité absolue des suffrages exprimés et les voix d'un quart des électeurs inscrits dans la circonscription. A défaut, un second tour est organisé entre les deux candidats arrivés en tête. Celui qui remporte le plus de voix au second tour est déclaré élu.
Pour les circonscriptions désignant trois sénateurs ou plus, il est fait recours au scrutin proportionnel plurinominal. Les électeurs votent pour des listes de candidats, et les sièges sont répartis après dépouillement des suffrages aux différentes listes en proportion de leur part des voix, suivant la règle de la plus forte moyenne, sans panachage ni vote préférentiel,.
Les grands électeurs sont obligés de voter ; une amende de 100 euros est prévue en cas d’abstention non justifiée. Les délégués qui ont pris part au scrutin, et les électeurs de droit qui ne reçoivent pas une indemnité annuelle au titre de leur mandat reçoivent une indemnité de déplacement,.
Le nombre des sénateurs élus dans les départements est de 326, celui des sénateurs élus dans les autres collectivités est de 8 et il y a enfin 12 sénateurs représentant les Français établis hors de France.

### Électeurs

#### Dans les départements
Les sénateurs sont élus dans chaque département par un collège électoral composé :
1. des députés ;
2. des conseillers régionaux de la section départementale correspondant au département (selon les cas : conseillers de l’Assemblée de Corse, conseillers à l’assemblée de Guyane[22], conseillers à l’assemblée de Martinique[22]) ;
3. des conseillers départementaux (y compris les conseillers métropolitains de Lyon) ;
4. des délégués des conseils municipaux ou des suppléants de ces délégués[23] : ils représentent 95 % du collège électoral[24].
  - Les conseils municipaux élisent parmi leurs membres dans les communes de moins de 9 000 habitants :
    - 1 délégué pour les conseils municipaux de 7 et 11 membres (moins de 500 habitants) ;
    - 3 délégués pour les conseils municipaux de 15 membres (moins de 1500 habitants) ;
    - 5 délégués pour les conseils municipaux de 19 membres (moins de 2500 habitants) ;
    - 7 délégués pour les conseils municipaux de 23 membres (moins de 3500 habitants) ;
    - 15 délégués pour les conseils municipaux de 27 et 29 membres (moins de 9 000 habitants)[25].

  - Dans les communes de 9 000 habitants et plus, tous les conseillers municipaux sont délégués de droit. En outre, dans les communes de plus de 30 000 habitants, les conseils municipaux élisent des délégués supplémentaires à raison de 1 pour 800 habitants en sus de 30 000[26]. En pratique, les délégués supplémentaires sont souvent des permanents, des militants ou des sympathisants des partis politiques, des collaborateurs des élus, des parents ou des amis[27].

##### En Corse
En Corse, les départements et la région ont été fusionnés dans une collectivité unique, l'assemblée de Corse. Celle-ci est élue en même temps que les élections régionales françaises mais sans section départementale. Les sénateurs étant toujours élus par circonscriptions départementale, l'assemblée de Corse doit désigner dans le mois suivant son élection les conseillers membres des collèges électoraux chargés de l'élection du sénateur de Corse-du-Sud et de celui de Haute-Corse.
L'assemblée désigne d'abord ses membres appelés à représenter la collectivité de Corse au sein du collège électoral du département de la Corse-du-Sud, au nombre de 29. Chaque conseiller ou groupe de conseillers peut présenter une liste de candidats en nombre au plus égal à celui des sièges à pourvoir. L'élection a lieu au scrutin de liste sans rature ni panachage. Les sièges sont répartis à la représentation proportionnelle selon la règle de la plus forte moyenne.
Les conseillers non encore désignés, au nombre de 34, sont alors membres du collège électoral chargé d'élire le sénateur de la Haute-Corse.

##### Collectivité européenne d'Alsace
Les élections régionales françaises dans le Grand Est élisent les conseillers régionaux par section départementales, dont la section de la Collectivité européenne d'Alsace (C.e.A.). Or la C.e.A. résulte de la fusion des départements du Bas-Rhin et du Haut-Rhin qui sont encore les circonscriptions départementales d'élections des sénateurs. Ainsi, le Conseil régional du Grand Est procède dans le mois suivant son élection, à la répartition des conseillers de la section de la C.e.A. dans les collèges électoraux élisant les sénateurs du Bas-Rhin et ceux du Haut-Rhin avec la même méthode qu'en Corse.
Les conseillers départementaux d'Alsace sont membres du collège électoral du département dans lequel se situe leur canton d'élection.

#### En Nouvelle-Calédonie, en Polynésie française et dans les îles Wallis-et-Futuna
Les sénateurs sont élus par un collège électoral composé :
- En Nouvelle-Calédonie :
  1. Des députés ;
  2. Des membres des assemblées de province ;
  3. Des délégués des conseils municipaux ou des suppléants de ces délégués.
- En Polynésie française :
  1. Des députés ;
  2. Des membres de l’assemblée de la Polynésie française ;
  3. Des délégués des conseils municipaux ou des suppléants de ces délégués.
- Dans les îles Wallis-et-Futuna :
  1. Du député et du sénateur ;
  2. Des membres de l’assemblée territoriale[31].

#### À Mayotte, Saint-Barthélémy, Saint-Martin et Saint-Pierre-et-Miquelon
Les sénateurs sont élus par un collège électoral composé :
- À Mayotte :
  1. Des députés et des sénateurs ;
  2. Des conseillers généraux ;
  3. Des délégués des conseils municipaux ou de leurs suppléants[32].
- À Saint-Barthélémy :
  1. Du député et du sénateur ;
  2. Des conseillers territoriaux de la collectivité[33].
- À Saint-Martin:
  1. Du député et du sénateur ;
  2. Des conseillers territoriaux de la collectivité[34].
- À Saint-Pierre-et-Miquelon:
  1. Du député et du sénateur ;
  2. Des conseillers territoriaux de Saint-Pierre-et-Miquelon ;
  3. Des délégués des conseils municipaux ou de leurs suppléants[35].

#### Français établis à l’étranger
Depuis la loi du 22 juillet 2013, les sénateurs représentant les Français établis hors de France sont élus par un collège formé : 
1. Des députés élus par les Français établis hors de France ;
2. Des conseillers consulaires ;
3. Des délégués consulaires.

Dans le cas où un conseiller consulaire ou un délégué consulaire est également député élu par les Français établis hors de France, un remplaçant lui est désigné, sur sa présentation, par le président de l’Assemblée des Français de l'étranger.

### Conditions d'éligibilité
Les modalités d’élection des sénateurs sont fixées dans le Code électoral. Il s’agit des mêmes conditions que pour être député, mis à part que l’âge minimum est de 24 ans.
Pour se présenter aux élections, il faut détenir la nationalité française, et « avoir satisfait aux obligations imposées par le code du service national » ; les majeurs en tutelle ou en curatelle sont inéligibles.
Le mandat de sénateur ne peut se cumuler avec celui de député, de député européen, de membre du Gouvernement, du Conseil constitutionnel, du Conseil économique, social et environnemental.
Le mandat de sénateur est incompatible avec la fonction de militaire, et avec l'exercice de plus d’un des mandats suivants : conseiller régional, conseiller à l’Assemblée de Corse, conseiller départemental, conseiller de Paris, conseiller municipal d’une commune d’au moins 3 500 habitants ; le défenseur des droits et le contrôleur général des lieux de privation de liberté sont inéligibles pendant la durée de leurs fonctions ; les préfets sont inéligibles en France dans toute circonscription comprise en tout ou partie dans le ressort dans lequel ils exercent ou ont exercé leurs fonctions depuis moins de trois ans à la date du scrutin (liste non exhaustive).
En outre, la loi organique no 2014-125 du 14 février 2014 interdit le cumul de fonctions exécutives locales avec le mandat de député ou de sénateur à partir du 31 mars 2017.

### Organisation des élections
Selon le nombre de sénateurs attribué au département, le mode de scrutin est majoritaire ou proportionnel.

#### Scrutin majoritaire
Depuis la loi du 2 août 2013, l’élection a lieu au scrutin majoritaire à deux tours dans les départements où sont élus un ou deux sénateurs.
- Le scrutin est uninominal lorsque le département n’est représenté que par un seul sénateur.
- Lorsque deux sièges sont à pourvoir, le scrutin n’est pas un scrutin de liste mais plurinominal. Les candidatures peuvent être isolées ou groupées, mais le décompte des voix se fait toujours par candidat[46],[47]. On suppose que chaque électeur vote (ou peut voter) pour deux candidats[réf. nécessaire].

Pour être élu au premier tour, un candidat doit réunir la majorité absolue des suffrages exprimés et un nombre de voix égal au quart des électeurs inscrits. Au second tour de scrutin, la majorité relative suffit. En cas d'égalité des suffrages, le plus âgé des candidats est élu. Chaque candidat se présente avec un remplaçant, de sexe différent.
Ce mode de scrutin concerne 52 circonscriptions départementales : 43 départements de France hexagonale, 3 départements et régions d'outre-mer (Martinique, Guyane et Mayotte), les 5 collectivités d'outre-mer (Saint-Pierre-et-Miquelon, Saint-Barthélemy, Saint-Martin, Wallis-et-Futuna et Polynésie française) et la Nouvelle-Calédonie. Ces 52 circonscriptions départementales élisent au total 93 sénateurs, soit un peu plus d'un quart des sièges.

#### Scrutin proportionnel
Dans les départements où sont élus trois sénateurs ou plus, l’élection a lieu à la représentation proportionnelle suivant la règle de la plus forte moyenne, sans panachage ni vote préférentiel. Sur chaque liste, les sièges sont attribués aux candidats d'après l'ordre de présentation.
Ce mode de scrutin concerne 57 circonscriptions départementales : 53 départements de France hexagonale, 2 départements et régions d'outre-mer (Guadeloupe et La Réunion) ainsi que les sièges des sénateurs représentant les Français établis hors de France répartis en deux séries distinctes élisant chacune six représentants. Ces 57 circonscriptions départementales élisent au total 255 sénateurs, soit environ trois quarts des sièges.

### Remplacement des sénateurs
Les sénateurs dont le siège devient vacant pour cause de décès, d’acceptation des fonctions de membre du Gouvernement, du Conseil constitutionnel ou de Défenseur des droits ou de prolongation au-delà du délai de six mois d’une mission temporaire confiée par le Gouvernement sont remplacés. Si le sénateur a été élu au suffrage majoritaire, son remplaçant lui succède. Dans le cas du suffrage proportionnel, c’est le premier candidat non élu de sa liste qui le remplace.
En cas d’annulation des opérations électorales, dans les cas de vacance autres que ceux cités précédemment, il est procédé à des élections partielles dans un délai de trois mois. Il n’est toutefois procédé à aucune élection partielle dans l'année qui précède un renouvellement partiel du Sénat.

## Résultats des dernières élections

### Série 1
| Groupes parlementaires | Groupes parlementaires                                             | Sièges      | Sièges | Sièges | Sièges      | Sièges        |
| Groupes parlementaires | Groupes parlementaires                                             | Total avant | En jeu | Élus   | Total après | +/-           |
| ---------------------- | ------------------------------------------------------------------ | ----------- | ------ | ------ | ----------- | ------------- |
|                        | Les Républicains (REP)                                             | 145         | 65     | 57     | 137         | 8             |
|                        | Socialiste, écologiste et républicain (SER)                        | 64          | 33     | 37     | 68          | 4             |
|                        | Union centriste (UC)                                               | 57          | 29     | 25     | 53          | 4             |
|                        | Communiste, républicain, citoyen et écologiste (CRCE - Kanaky)     | 15          | 11     | 13     | 17          | 2             |
|                        | Rassemblement des démocrates, progressistes et indépendants (RDPI) | 24          | 12     | 10     | 22          | 2             |
|                        | Les Indépendants – République et territoires (LIRT)                | 14          | 7      | 9      | 16          | 2             |
|                        | Écologiste, solidarités et territoires (EST)                       | 12          | 4      | 8      | 16          | 4             |
|                        | Rassemblement démocratique et social européen (RDSE)               | 14          | 7      | 8      | 14          | 1             |
|                        | Non-inscrits (RASNAG)                                              | 3           | 2      | 3      | 4           | 1             |
|                        |                                                                    |             |        |        |             |               |
| Total                  | Total                                                              | 348         | 170    | 170    | 348         | en stagnation |

### Série 2
| Groupes parlementaires | Groupes parlementaires                                             | Sièges      | Sièges | Sièges | Sièges      | Sièges        |
| Groupes parlementaires | Groupes parlementaires                                             | Total avant | En jeu | Élus   | Total après | +/-           |
| ---------------------- | ------------------------------------------------------------------ | ----------- | ------ | ------ | ----------- | ------------- |
|                        | Les Républicains (REP)                                             | 144         | 76     | 80     | 148         | 4             |
|                        | Socialiste, écologiste et républicain (SER)                        | 71          | 35     | 30     | 65          | 6             |
|                        | Union centriste (UC)                                               | 51          | 24     | 26     | 54          | 3             |
|                        | Rassemblement des démocrates, progressistes et indépendants (RDPI) | 23          | 10     | 11     | 23          | en stagnation |
|                        | Rassemblement démocratique et social européen (RDSE)               | 24          | 14     | 7      | 15          | 9             |
|                        | Communiste, républicain, citoyen et écologiste (CRCE)              | 16          | 4      | 3      | 15          | 1             |
|                        | Les Indépendants – République et territoires (LIRT)                | 13          | 6      | 6      | 13          | en stagnation |
|                        | Écologiste, solidarités et territoires (EST)                       | 0           | 0      | 7      | 12          | 12            |
|                        | Non-inscrits (RASNAG)                                              | 6           | 4      | 1      | 3           | 3             |
|                        |                                                                    |             |        |        |             |               |
| Total                  | Total                                                              | 348         | 172    | 172    | 348         | en stagnation |